# Мери Джейн (порнографска актриса)
Танджела Флауърс (на английски: Tangela Flowers), по-известна като Мери Джейн (на английски: Mary Jane), е американска порнографска актриса.

## Биография
Родена е през 1975 година в Маями. Работи като танцьорка в стриптийз клуб в града, където се запознава с хора от порнографската индустрия. През 1997 година дебютира като порнографска актриса.